# Беззвучний крик
«Беззвучний крик» (англ. Unspeakable) — американський трилер 2002 року.

## Сюжет
Невинного засуджують до страти за вбивство, в той час як вбивця весь цей час розгулює на волі і продовжує вбивати. Поки якимось таємничим чином сам не здається в поліцію. Психіатр, яку звуть Діана Пурлоу, відкрила нову технологію, за допомогою якої можна витягувати з пам'яті спогади. І вона проводить експеримент на злочинці, щоб розібратися в подіях злочинів. Але ніхто навіть не міг уявити, з чим їм доведеться зіткнутися і поступово всі вони стають учасниками небезпечної гри.

## У ролях
- Паван Гровер — Джессі Моветт
- Мішель Вулф — Літтлфілд
- Марк Волтурі — партнер Літтлфілд
- Марко Родріґес — Сезар
- Діна Мейер — Діана Пурлоу
- Ленс Генріксен — Джек Пітчфорд
- Мігель Перез — вартівник 1
- Денніс Гоппер — Ерл Блейклі
- Дж.Д. Гарфілд — федеральний полковник
- Анджело Джарамілло — холуй
- Джордж Майкл Тапія — офіцер
- Одра Вайс — ведуча новин 1
- Кім Трухільйо — ведуча новин 2
- Майкл Кребтрі — лейтенант
- Ентоні Діліо — вартівник 2
- Джонатан Левіт — Кенні
- Джефф Фейгі — губернатор
- Кларк Санчес — м'язистий вартівник
- Тодд Лая Туретт — Когорт
- Джо П. Мартінес — священик
- Джеймс Кваттрочі — новачок
- Марк Кілберн — кат
- Люче Рейнс — тюремний доктор
- Пол Блотт — суддя Найклес
- Ніколас Беллас — батько Моветта
- Бен Сандовал — молодий Моветт
- Ірен Дебарі — мати Моветта
- Адам Сандовал — підліток Моветт
- Крістен Лорі  — медичний експерт
- Шаліні К. Гровер — доктор Деніелс